# El Refugio
El Refugio – jednostka osadnicza w Stanach Zjednoczonych, w stanie Teksas, w hrabstwie Starr.